# 葡萄牙的瑪麗亞·法蘭西絲卡
瑪麗亞·法蘭西絲卡（葡萄牙語：Maria Francisca de Assis de Bragança，1800年4月22日—1834年9月4日），葡萄牙國王約翰六世的第三女。

## 家庭
1816年，瑪麗亞·法蘭西絲卡與莫利納伯爵卡洛斯結婚，兩人共有三個兒子：
- 卡洛斯（1818年—1861年），蒙特莫林伯爵，卡洛斯黨王位覬覦者
- 胡安（1822年—1887年），蒙提宗伯爵，卡洛斯黨王位覬覦者、法國正統派王位覬覦者
- 費爾南多（英语：Infante Fernando of Bourbon and Braganza）（1824年—1861年）